# Miguel Angel Olaverri Arroniz
Miguel Angel Olaverri Arroniz SDB (* 9. Mai 1948 in Pamplona, Spanien) ist ein spanischer Ordensgeistlicher und emeritierter römisch-katholischer Erzbischof von Pointe-Noire.

## Leben
Miguel Angel Olaverri Arroniz trat der Ordensgemeinschaft der Salesianer Don Boscos bei und empfing am 5. Mai 1976 die Priesterweihe. Am 31. März 2011 wurde er zum Apostolischen Administrator des Bistums Pointe-Noire ernannt.
Papst Benedikt XVI. ernannte ihn am 22. Februar 2013 zum Bischof von Pointe-Noire. Die Bischofsweihe spendete ihm der Bischof von Bayeux, Pierre Pican SDB, am 28. April desselben Jahres. Mitkonsekratoren waren der Bischof von Kinkala, Louis Portella, und der Apostolische Nuntius in der Republik Kongo, Erzbischof Jan Romeo Pawłowski.
Mit der Erhebung des Bistums Pointe-Noire am 30. Mai 2020 wurde er zu dessen erstem Erzbischof ernannt.
Am 6. Januar 2024 nahm Papst Franziskus seinen altersbedingten Rücktritt an.